# 惡魔迷影
《惡魔迷影》（羅馬化：Long Ngao）是一部由英塔·遼拉翁（Indy）與琪拉蒂·馬哈樂沙空（Gypsy）主演，2023年2月15日起每週三至週四通過PPTV HD播出的泰國爱情電視劇。

## 劇情簡介
Srijan是富有的Petchmekha家族的繼承人Ah Tong的情婦，並為他生下了長子Sun。然而，因為她只是一個管家，所以遭到了Petchmekha全家人的鄙視，尤其是Ah Tong的母親Khun Pei Ing。她提出一大筆錢，以換取Sun的撫養權，並由Ah Tong的合法妻子來撫養。Srijan接受了這筆錢，但她毀約了帶著兒子逃離Petchmekha家，並在日後懷著仇恨撫養Sun，對他撒謊說他的父系拒絕了他並趕走了他們，讓他充滿了復仇的慾望，同時希望他有一天能接管Petchmekha家族的事業並使他們願意向她屈服。今天，Sun的複仇開始了。他計劃搶走他同父異母的大弟Yang的女朋友Chatwarang，揭露他小弟Foo的性取向，並栽贓他的父親。然而，在他的復仇之路中，他沒有意識到他不僅失去了自己的靈魂，更失去了深愛他的青梅竹馬的Nam。

## 演員陣容
註：括號內的演員姓名為小名。

### 主要演員
- 英塔·遼拉翁（Indy） 飾演 Purata Petchmekha（Sun）

在其母Srijan的洗腦下，他誓死向Petchmekha家族復仇並奪回屬於他的一切
- 琪拉蒂·馬哈樂沙空（Gypsy） 飾演 Neera（Nam）

Sun的青梅竹馬，暗戀著Sun多年，在Sun執意向Petchmekha家族復仇時與其對立，不惜與Sun絕交以保護對她有恩的Petchmekha家

### 其他演員
- 帕特·查波里拉克（英语：Pat Chatborirak）（Pat） 飾演 Putara Petchmekha（Yang）

Codula Gems的設計師兼總經理，Chat的前男友，為人善良正直且一心為公司著想，最後與Pimrak交往
- 米歇爾·伯曼（Michelle） 飾演 Pimrak

演員，暗戀Yang，後與其交往
- 茶拉塔·瑛拉朋（Jam） 飾演 Chatwarang（Cha）

Sun的前妻，Yang的前女友，個性傲嬌
- 蘇帕希·秦維倪袞（Pop）飾演 Teerata Petchmekha（Foo）

演員，Nike的男友，為人正直
- 帕查農·昂薩阿德（Billy） 飾演 Nike

演員，Foo的男友
- 喬楚航（Teng） 飾演 Eknarong

Codula Gems的設計師，喜歡Sun
- 芘莎麥·維萊薩克（Mee） 飾演 Pei Ing

Petchmekha家族的大家長，外表尖酸刻薄，實則善良
- 提拉蓬·遼拉翁（Bie） 飾演 Ah Tong

Sun、Yang、Foo的父親
- 萍潘·查拉詠辜普（Pym） 飾演 Srijan

勾引Ah Tong與其上床，並肖想藉此取代Petchmekha家女主人的位置，被趕出門後懷著恨意養育著Sun，並慫恿他憎恨自己的父親與奶奶
- 坤捺孔·葛潘（Co） 飾演 Tomorn
- 塔瓦特·塔薩納鵬平（Note） 飾演 Manat

### 特別出演
- 查利特·鳳阿隆（Toom） 飾演 Bunklam

Sun的外公，因癌症去世
- 卡維娜·蘇萬巴帖（Kaew） 飾演 Ju

Yang與Foo的母親，在去世前將兩個兒子託付給婆婆Pei Ing照顧
- 達韋里特·丘拉薩皮亞（英语：Daweerit Chullasapya）（Pae） 飾演 Suriyan

Codula Gems競爭公司的老闆，模仿Codula Gems的新品再以人工鑽石售出
- 帕塔拉鵬·瓦卡米（Mariew） 飾演 Sira

Sun的朋友

## 電視節目的變遷
| 泰國 PPTV HD 星期三至四 21:45－22:45 | 泰國 PPTV HD 星期三至四 21:45－22:45     | 泰國 PPTV HD 星期三至四 21:45－22:45 |
| ------------------------------------ | ---------------------------------------- | ------------------------------------ |
|                                      | 惡魔迷影 （2023年2月15日－2023年5月4日） |                                      |
| 月咒魅影 （重播）                    | 時間的奇蹟 （2023年5月10日－）           |                                      |